# Centa San Nicolò
Centa San Nicolò es una localidad y comune italiana de la provincia de Trento, región de Trentino-Alto Adigio, con 619 habitantes.

## Evolución demográfica
| Gráfica de evolución demográfica de Centa San Nicolò entre 1861 y 2001 |
|                                                                        |
| Fuente ISTAT - elaboración gráfica de Wikipedia                        |